# Петър Кърджилов
Петър Иванов Кърджилов е български писател фантаст, журналист и киноисторик.

## Биография
Роден е на 24 декември 1950 г. в Стара Загора, в семейство на строителен инженер-проектант и детска учителка.
Получава средното си образование в Строителния техникум „Христо Ботев“ в София, а висшето – във ВИТИЗ „Кръстю Сарафов“ където се дипломира през 1982 г. Защитава доктор по кинознание (2007 – 2010) в Института за изкуствознание при Българската академия на науките. Военната си служба отбива като редник в Строителни войски.
В периода 1980 – 1990 г. е редактор в Българската национална филмотека, главен редактор на списание „Фантастика“ (1990 – 1991), отговорен редактор в издателство „Златното пате“ (1992 – 1997), експерт в Националния съвет за радио и телевизия (1998), ръководител на направление „Телевизионен фонд“ на Българската национална телевизия (1998 – 2002), главен експерт в Столичната община, отдел Информационно обслужване (2004 – 2019).

## Публицистична дейност
През 1976 г. започва да се изявява като журналист, пишещ предимно за киното и неговата история. Сътрудничи редовно на списанията: „Нови филми“, „Киноработник“, „Български филми“, „Кино и време“ (издание на Българската национална филмотека), „Филмови новини“, „Киноизкуство“, „Кино“ (издание на Съюза на българските филмови дейци), „Отечество“, „София“, „Медиа свят“, „Сигнал“ (издание на Военното министерство), „Усури“, „Еволюция“, на вестниците: „Поглед“, „Вечерни новини“, „Орбита“, „Студентска трибуна“... През 90-те води постоянни рубрики и страници във вестниците „Демокрация“, „Столица“, „О’кей“, „Пари“, по-късно в „Дневник“ (2004 – 2009). Автор е на над 3000 журналистически материала. Издава списанията ФЕП, „Фантастика“, „Фантастични истории“ и „Върколак“ (заедно с Агоп Мелконян).

## Научна степен и дейност
От 2018 г. е доктор на изкуствознанието. От 2012 г. е асоцииран член към сектор „Екранни изкуства“ на Института за изследване на изкуствата при БАН. Участник в над 50 национални научни конференции, изнася доклади на международни симпозиуми, семинари и кръгли маси във Виена’2000, Сараево’2001, Ниш’2010 и 2017, Палич (Сърбия)’2010, Четате (Румъния)’2012, Скопие’2014, Атина’2015, Белград’2017, Букурещ’2016 и 2018. Автор на 130 научни публикации, някои от които са превеждани на английски – в САЩ и Великобритания, китайски, сръбски, румънски и македонска литературна норма.

## Кино и телевизия
Консултант на десетки документални филми и на един игрален – „Кмете, кмете“ (1990). Сценарист (1997 – 1998) на хумористичното телевизионно предаване „Лю Ка Ро“, излъчвано по БНТ. През 2012 и 2017 г. е член на националната художествена комисия за документално кино при Националния филмов център. Част е от екипа на научноизследователския проект „Кинокултура, изкуства и национални образи в България (1920-1940)“ към Института за изследване на изкуствата при Българската академия на науките за кино изкуството.

## Обществена и международна дейност
Членува в: Съюз на българските журналисти – от 1987 г., Съюз на българските филмови дейци – Гилдия „Филмова критика“. От 1999 г. е член на Учебната комисия при Международната федерация на телевизионните архиви, а през 2000 г. е избран за член на Изпълнителния съвет на федерацията.

## Издадени книги
- Наградени български филми. 1944 – 1980 (1981) – каталог. София, Българска национална филмотека, 1981 (в съсъставителство с Г. Генчева и Р. Аврамова);
- Орбитата на Сизиф (1987) – сборник фантастични разкази и новели. София, Издателство „Отечество“, 1987 [Индекс 11/9537325313/6257-66-87];
- Български игрални филми. Том І. 1915 – 1948 (1987) – анотирана илюстрована филмография. София, Издателство „Д-р Петър Берон“, 1987, 248 с. [Код 12/95384 – 75631/7080-9-87];
- Призрачен цикъл (1989) – сборник фантастични разкази и новели. София, Издателство „Народна младеж“, 1989 [№ 23/95362/5605-020-89];
- Призрачный цикл (1990) – сборник фантастични разкази и новели (на руски език). София, Издателство „София прес“, 1990;
- Сътворението на света (1993) – легенди и предания. София, ИК „Златното пате“, 1993;
- Не обиждайте мафията! (1996) – сборник хумористични разкази. София, ИК „Златното пате“, 1996 [ISBN 954-431-092-4];
- Пръстенът на магьосника (1996) – сборник приказна фантастика. София, ИК „Златното пате“, 1996; 160 с. [ISBN 954-431-106-8];
- Пътят (1997) – книжка № 11 от поредицата Детска енциклопедия „История на България“. София, ИК „Златното пате“, 1997;
- Звездни детективи (1999) – сборник фантастични разкази и новели. София, ИК „Аргус“, 1999 [ISBN 954-570-050-5];
- Основание за смърт (2005) – сборник фантастични разкази и новели. София, ИК „Аргус“, 2005, 384 с. [ISBN 954-570-140-4];
- Загадките на филма „Балканската война“ (2006). София, ИК „Титра“, 2006, 328 с. [ISBN-10 954-90486-8-3; ISBN 13 978-954-90486-8-1];
- 1897: Пристигането на киното (2008). София, ИК „Аргус“, 2008, 80 с. [ISBN 978-954-570-163-4];
- Кърджилов, Петър. Светлопис за Илинден.   София, Титра, 2009. ISBN 978-954-92253-2-7.
- Филмът „Балканската война“ в историята на българското кино (2011). София, Институт за изследване на изкуствата при БАН, 2011, 224 с. [ISBN 978-954-8594-24-0];
- Старогръцки митове и легенди за богове, титани и герои. Том І (2012). София, Изток-Запад, 2012, 280 с. [ISBN 978-619-152-056-5];
- Старогръцки митове и легенди за герои, чудовища и битки. Том ІІ (2013). София, Изток-Запад, 2013, 232 с. [ISBN 978-619-152-216-3];
- Вила Самовила (2013) – книжка № 14 от поредицата „Български народни приказки“. София, ИК „Златното пате“, 2013, 16 с. [ISBN 978-954-431-929-8];
- Озарения в полите на Витоша. Летопис на ранното кино в София (1896 – 1915). София, Издателство на БАН „Проф. Марин Дринов“, 2016, 608 с. ISBN 987-954-322-869-0;
- Загадките и времената на „Българан е галант“. Кога, от кого, къде, как и защо е заснет първият български игрален филм? Какво знаем за него? София, Издателство на БАН „Проф. Марин Дринов“, 2017, 736 с. [ISBN 978-954-322-902-4];
- Кинохроники, заснети в Македония по време на три войни (1912 – 1918). София, Македонски научен институт, 2018, 184 с. [ISBN 978-619-7377-07-1];
- The Cinematographic Activities of Charles Rider Noble and John Mackenzie in the Balkans (Volume One). Cambridge Scholars Publishing, 2020, Lady Stephenson Library, Newcastle upon Tyne, NE6 2PA, UK, 424 p. [Peter Kardjilov, translated from Bulgarian by Ivelina Petrova, ISBN 1-5275-4902-X; ISBN 978-1-5275-4902-9];
- The Cinematographic Activities of Charles Rider Noble and John Mackenzie in the Balkans (Volume Two). Cambridge Scholars Publishing, 2020, Lady Stephenson Library, Newcastle upon Tyne, NE6 2PA, UK, 484 p. [Peter Ivanov Kardjilov, ISBN 1-5275-5772-3; ISBN 978-1-5275-5772-7].

## Наградени книги
- Орбитата на Сизиф (1987) – отличена с наградата за дебют от Министерството на културата, науката и просветата; четири от разказите в нея са награждавани на български и международни конкурси;
- Призрачен цикъл (1989) – обявена от в. „Поглед“ за едно от петте най-търсени заглавия през месец юли 1989; два от разказите в нея са награждавани на конкурси;
- Не обиждайте мафията! (1996) – отличена с трета награда за белетристика в националния конкурс на в. „Век 21“;
- Загадките на филма „Балканската война“ (2006) – номинация за ИК „Титра“ в конкурса Национална награда „Христо Г. Данов“ 2007 (категорията ІІІ. „Хуманитаристика“);
- Загадките на филма „Балканската война“ (2006) – награда на СБЖ в категория „Книга“ (връчена на 14.ХІ.2007);
- Светлопис за Илинден (Свидетелства за направени фотографии по време на Илинденското въстание) (2009) – номинация за наградата на Българската филмова академия (БФА) за постижения в българското кино през 2009 в категорията „Книга – Филмова теория и критика“;
- Озарения в полите на Витоша. Летопис на ранното кино в София (1896 – 1915) (2016) – номинация за наградата на БФА за 2016 в категорията „Филмова теория и критика“;
- Озарения в полите на Витоша. Летопис на ранното кино в София (1896 – 1915) (2016) – номинация за наградите на Столичната община за ярки постижения в областта на културата за 2017 в категорията „Критика и журналистика в областта на културата“;
- Загадките и времената на „Българан е галант“. Кога, от кого, къде, как и защо е заснет първият български игрален филм? Какво знаем за него? (2017) – номинация за наградата на СБЖ в категория „Книга“.

## Текстове, използвани в учебници, христоматии и тетрадки
- Литература за 5. клас. Съставители: Весела Михайлова, Любов Шишкова. Издателство „Просвета Плюс“, 2016

- Древногръцки мит за произхода на боговете, с. 5 – 9; Господ и дяволът правят света (Българска народна легенда), с. 19 – 20.
- Литература за 5. клас. Съставители: Албена Хранова, Лъчезар Бояджиев, Тина Велева. Издателство „Просвета-София“, 2016

- Древногръцки мит за произхода на боговете, с. 10 – 14; Господ и дяволът правят света (Българска народна легенда), с. 34 – 35.
- Текстове и тестове по литература за 5. клас. Албена Хранова. Издателство „Просвета-София“, 2016 [ISBN 978-954-01-3184-9]

Митове за сътворението на света.
- Древногръцки мит, с. 5.
- Учебна тетрадка по български език за 5. клас. Издателство „Анубис“, 2016

- Из „Коледните вълнения на Врабчо“ (Упражнение № 25 – минало несвършено време), с. 45.
- Литература за 8. клас. Съставители: Кирил Топалов, Ангел Малинов. Издателство „Просвета Плюс“, 2017

- Митът за Прометей, с. 22 – 25; Митът за Едип, с. 30 – 33; Безсмъртната Троя, с. 38 – 39.
- Христоматия по литература за 8. клас. Съставители: Калина Михова, Марин Гинев. Издателство „Просвета Плюс“, 2017

Старогръцка митология
Митът за Прометей: Мъченическата участ на гордия титан, с. 12 – 15; Кутията на Пандора, с. 15 – 16.
Митът за Едип: Седмовратата Тива, с. 17 – 19; Загадката на Сфинкс, с. 19 – 20; Едип цар, с. 20 – 21.
Троянски митологичен цикъл: Безсмъртната Троя, с. 22 – 24; Ябълката на раздора, с. 24 – 25; Пророчицата Касандра, с. 25 – 26; Хубавата Елена, с. 26 – 27; Троянската война, с. 28 – 29; Ахилесова пета, с. 30 – 31; Погребението на Патрокъл, с. 31 – 32; Троянският кон, с. 33; Данайският дар, с. 34 – 35.

## Участие в други книги
- Редактор на изданието и автор на предговора към него: Серийни игрални филми. І част. 1966 – 2000 (2001) – том първи от филмографската поредица „БНТ представя“. София, Българска национална телевизия, 2001;
- Един от сътрудниците на информационната база данни на „Титра филм“ ЕООД, използвана в: Янакиев, Александър. Българско кино. Енциклопедия А–Я. Личности и филми. София, Титра, 2000, 784 с.[13]
- Научен редактор на изданието и автор на предговора към него: Гендов, Васил. Трънливият път на българския филм 1910 – 1940. Мемоари. София, Българска национална филмотека, 2016, 376 с.[14]

## Автореферати
- Филмът „Балканската война“ в историята на българското кино. София, Институт за изкуствознание на БАН, 2009, 56 с. (автореферат на едноименната докторска дисертация на автора)
- Озарения в полите на Витоша. Летопис на ранното кино в София (1896 – 1915). София, Институт за изследване на изкуствата при БАН, 2018, 44 с. (автореферат на едноименната докторска дисертация)

## Наградени разкази
- „Човекът, който искаше да играе Хамлет“ – І награда от националния конкурс „Трето хилядолетие“ (1982);
- „На път за Итака“ – ІІІ награда от международния студентски конкурс „Хомо космикус-83“ (1983);
- „Зрима доброта“ – І награда от международния студентски конкурс „Хомо космикус-84“ (1984);
- „Зрима доброта“ – поощрение от конкурса за НФ разказ, обявен от в. „Орбита“, сп. „Космос“ и сп. „Наука и техника за младежта“;
- „Ехото на Вселената“ – І награда в конкурса на в. „Орбита“ и АЕЦ „Козлодуй“;
- „Седем дни без гравитация“ – ІІІ награда от конкурса за къс НФ разказ на в. „Народна младеж“ (1988).

Белетристичните му творби са включвани в сборници и антологии, превеждани са на френски, немски, руски и унгарски.

## Награди
- За цялостното си творчество в областта на фантастиката през 1992 е отличен с наградата за „добро въображение и доброта на въображението“, наречена „Гравитон“ и учредена от писателя фантаст Любен Дилов и Дружеството на българските фантасти.
- През 2016 Югославската филмотека му връчва почетна плакета – „за дългогодишно сътрудничество и принос в киноизкуството“.
- През 2016 Румънското министерство на националната отбрана му връчва диплома (Diploma of Excellence) „за неговите специални заслуги за повдигането на престижа на румънската и международната военна кинематография“.
- През 2020 Министерството на културата на Република България го награждава с почетния знак „Златен век“ (с огърлие) за „постигнати високи творчески резултати и принос в развитието и популяризирането на културата“.[15]